# Аліша Гласс
Аліша Гласс (англ. Alisha Glass, нар. 5 квітня 1988, Ліланд, Мічиган) — американська волейболістка, пасуючий. Чемпіонка світу і бронзова призерка Олімпійських ігор 2016 року.

## Виступи на Олімпіадах
| Олімпіада           | Дисципліна | Місце |
| ------------------- | ---------- | ----- |
| Ріо-де-Жанейро 2016 | волейбол   | 3     |